# Сходы до неба
Фестиваль «Сходы до неба» (укр. Сходи до Неба; «Лестница в небо» — от названия песни Led Zeppelin «Stairway to Heaven») — ежегодный международный фестиваль. Ключевой идеей фестиваля является утверждение через гармонию и красоту единства мира.
Основан в 1997 году. Создатель и президент фестиваля — писатель и общественный деятель Владимир Симонов.

## История
Традиционным местом проведения гала-представления фестиваля стала Европейская площадь Киева (Украина), сценическая площадка располагается на ступенях Национального центра делового и культурного сотрудничества Украинский дом.

### 1997
Первое гала-представление фестиваля состоялось 28 июня 1997 года в Киеве в формате Open air как фестиваль Высокой Моды. Но уже тогда, помимо коллекций Герца Меппена, итальянского дома Haute couture Litrico и первого на Украине дома Haute couture Olga&Simonov, фестиваль был представлен исполнителями музыкального и балетного искусства. Среди участников первого фестиваля — народный артист СССР Анатолий Соловьяненко, народная артистка Украины, прима-балерина балета Национальной оперы Украины Елена Филипьева, джазовая певица Оксана Кулакова, композитор Игорь Стецюк, Национальный симфонический оркестр Украины под руководством Владимира Сиренко.

### 2010
В 2010 году в фестиваль «Сходы до Неба» приняли участие джазмен Алексей Козлов, российский модельер Вячеслав Зайцев с коллекцией «Метаморфозы», украинский модельер Ольга Симонова с коллекцией вечерних платьев «Танец Себя-Рассвета», белорусская вокальная группа  Камерата, прима-балерина балета Национальной оперы Украины Елена Филипьева, заслуженная артистка Украины Лилия Гревцова, композитор Игорь Стецюк, Национальный симфонический оркестр Украины под руководством Владимира Сиренко.

### 2011
В 2011 году под эгидой фестиваля «Сходы до Неба» состоялось турне по городам Украины (в оперных театрах Донецка, Одессы, Львова, в Киевской филармонии) баритона Дмитрия Хворостовского.
4 декабря 2011 года в Национальной филармонии Украины в рамках фестиваля «Сходы до Неба» прошёл благотворительный концерт «Рождественские встречи: 3 пиано» с участием народного артиста СССР Анатолия Кочерги, джазового пианиста Дмитрия Найдича, модельера Ольги Симоновой, заслуженной артистки Украины Лилии Гревцовой, композитора и пианиста Игоря Стецюка, тенора Юрия Лукьяненко, пианиста Евгения Громова.
В 2011 году в фестиваль «Сходы до Неба» организовал мастер-классы Дмитрия Хворостовского, Анатолия Кочерги, Дмитрия Найдича для студентов музыкальных вузов Киева.

## Галерея

### 2010
- Платье из коллекции Ольги Симоновой
- Алексей Козлов и группа «Арсенал»
- Модельер Вячеслав Зайцев и президент фестиваля Владимир Симонов
- «Лебедь» Елены Филипьевой

### 2011
- Пресс-конференция Дмитрия Хворостовского и Владимира Симонова в Одессе, март 2011
- Мастер-класс Хворостовского студентам НМАУ им. П. И. Чайковского, июнь 2011
- Анатолий Кочерга со студентами НМАУ им. П. И. Чайковского после мастер-класса, декабрь 2011
- «Рождественские встречи: 3 пиано». Национальная филармония Украины, декабрь 2011